# Ibrahim Majid
Ibrahim Majid Abdulmajid (arabe : إبراهيم ماجد) (né le 12 mai 1990 à Koweït City au Koweït) est un joueur de football international qatarien, qui évolue au poste de défenseur.

## Biographie

### Carrière en club
Il remporte la Ligue des champions de l'AFC en 2011 avec le club d'Al Sadd. Il participe ensuite à la Coupe du monde des clubs de la FIFA 2011 avec cette équipe, compétition lors de laquelle il se classe troisième.

### Carrière en sélection
Avec l'équipe du Qatar, il joue 77 matchs (pour 5 buts inscrits) depuis 2007 . 
Il figure dans le groupe des sélectionnés lors des coupes d'Asie des nations de 2007, de 2011 et de 2015. Il atteint les quarts de finale de cette compétition en 2011.
Il joue 12 matchs comptant pour les tours préliminaires du mondial 2010 et 13 matchs comptant pour les tours préliminaires du mondial 2014.

## Palmarès
Al Sadd
| - Championnat du Qatar (2) : - Champion : 2006-07 et 2012-13. - Coupe Crown Prince (2) : - Vainqueur : 2008 et 2014. |  | - Ligue des champions (1) : - Vainqueur : 2011. |